# Quitamancha (álbum)
Quitamancha es el sexto álbum de estudio de la banda argentina de rock cristiano Rescate. Este fue el primer álbum de Rescate de gran nivel de producción, contando con invitados de lujo como Alex Batista, Abraham Laboriel, Mark Mohr, Guillermo Novellis, Celsa Mel Gowland, y Guillermo Vadala.
El álbum se caracteriza por el clásico estilo musical de la banda, entre rock pop, punk pop, funk, y reggae. En cuanto a la producción se nota una gran diferencia con su antecesor No es cuestión de suerte (2000), la cual era muy característica de los años 90s.
Originalmente este disco se iba a llamar "Todo Vale" y el arte del disco tendría una temática del Arca de Noe, a diferencia del lavadero que todos conocemos de este disco. Rescate desde El pelo en la leche (1997) se caracterizó por sus originales temáticas, pero la de Quitamancha fue la más reconocida.

## Lista de canciones
| N.º | Título                                                                 | Duración |  |
| 1.  | «Jesustone»                                                            | 3:51     |  |
| 2.  | «Amores como vos»                                                      | 4:00     |  |
| 3.  | «Quitamancha»                                                          | 3:39     |  |
| 4.  | «No more» (con Mark Mohr de Christafari)                               | 4:24     |  |
| 5.  | «Mi canción»                                                           | 3:20     |  |
| 6.  | «Quiero más! (Paz)»                                                    | 2:40     |  |
| 7.  | «Nada»                                                                 | 4:15     |  |
| 8.  | «No me quedo... (Me voy)»                                              | 3:39     |  |
| 9.  | «Sólo tu voz»                                                          | 5:06     |  |
| 10. | «Otra oportunidad»                                                     | 3:18     |  |
| 11. | «Intro (Remix)»                                                        | 0:32     |  |
| 12. | «Amores como vos (Remix)» (con Guillermo Novellis de La Mosca Tsé Tsé) | 5:08     |  |

- Nota: El 6 de junio de 2018 por la Copa Mundial de Fútbol 2018, la banda Rescate lanzó una nueva versión con video oficial de la canción «Quiero más! (Paz)» bajo el nombre de «Quiero más».

El vídeo contó con la participación de Marcos Witt con la camiseta de México, Alex Campos, con la camiseta de Colombia, Juan Giménez de la banda Montreal con la camiseta de Argentina, Kike Pavón con la camiseta de España y Thalles Roberto con la camiseta de Brasil, entre otros.